# جو جوناس
جوزيف آدم جوناس المعروف أيضا باسم جو جوناس (Joe Jonas)، (ولد في 15 أغسطس 1989)، ولد في كازا جراندي، أريزونا في الولايات المتحدة الأمريكية. مغني وكاتب أغاني أمريكي وممثل وراقص. اشتهر إلى جانب أخوته كونه المغني الرئيسي مع شقيقه الأصغر نيك جوناس في فرقة البوب روك الإخوة جوناس المكونة منه واثنين من أشقائه، كيفن جوناس ونيك جوناس.
وقام بدور لوكاس يوسف في قناة ديزني مسلسل جوناس الأصلي.

## نشأته
ولد جوزيف آدم جوناس في كازا غراندي، أريزونا،  ابن دينيس، وهي معلمة للغة الإشارة ومغنية سابقة، وبول كيفن جوناس، الأب، وهو شاعر وملحن وموسيقي ووزير سابق لكنيسة جماعة الرب.
لدى جو جوناس أخ يكبره يدعى كيڤن، وأخوين أصغر منه سنًا هما نيك وفرانكي.
كان من شيروكي، الأيرلندية (عن جده لأمه) والإيطالية والألمانية والنسب.

## مشواره الموسيقى
في أوائل عام 2005، استمع رئيس جامعة كولومبيا الوثائق الجديد، ستيف غرينبرغ، لتسجيل نيك. بينما غرينبرغ لم يعجبه الألبوم، وقال انه مثل صوت نيك. وبعد الاستماع إلى الأغنية، «رجاء كن الألغام»، الصيفي المكتوبة والتي يقوم بها جميع الاشقاء، وقررت كولومبيا الوثائق للتوقيع على ثلاث كعمل المجموعة. وبعد أن وقعت في كولومبيا، نظر الاخوة تسمية مجموعتهم «الإخوة جوناس» قبل أن يستقر على اسم «جوناس براذرز».
فقد حان الوقت، أطلق سراح ألبوم الإخوة أول يوم 8 أغسطس 2006  ووفقا لمدير الفرقة، سوى إطلاق سراح محدودة من ما يزيد قليلا عن 50000 نسخة. لأنه لم يكن مهتما سوني في زيادة تعزيز الفرقة، و«الإخوة جوناس» ثم نظرت تبديل التسميات. أسقطت في نهاية المطاف الفرقة من الوثائق كولومبيا في أوائل عام 2007.
بعد وقت قصير من دون تسمية، وقعت مع «الإخوة جوناس» الوثائق هوليوود في شباط / فبراير 2007.، وفي نفس الوقت تقريبا، والاخوة بدأو في الظهور في الإعلانات التجارية للرضع جاب زجاجة الفرقعات والغناء والأغنية. تلك النفس تحت عنوان الألبوم الثاني، «الإخوة جوناس»، وقد أفرج عنه في 7 أغسطس 2007. انها وصلت إلى رقم خمسة على لوحة الساخن 200 الرسم البياني في اسبوعه الأول.
و قد أطلق جو جوناس البومه الفردي فاست لايف عام 2012.

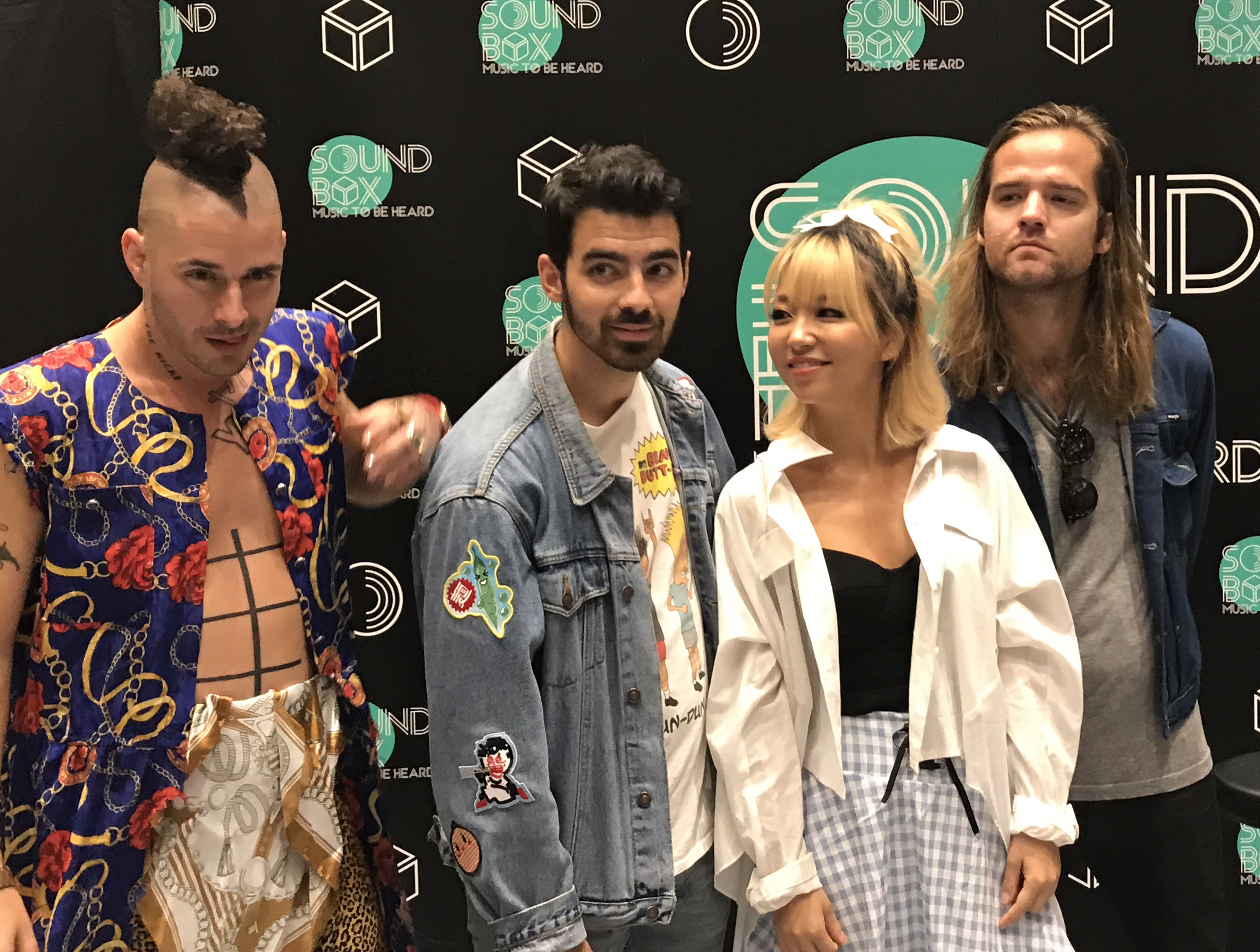
فرقة DNCE في عام 2017

بعد نجاحه ضمن فرقة «جوناس برذرز» التي أنفصلت في عام 2013، أختار جوناس إنشاء فرقة DNCE المتكونة من ثلاثة أعضاء عازفين (جاك لوليس و كول ويتل و جينجو لي) وجو جوناس المغني الرئيسي.
أصدرت الفرقة أغنيتهم المنفردة الأولى Cake By The Ocean ، لأول ألبوم مصغر لهم بعنوان Swaay في تاريخ 23 أكتوبر 2015. وأصدروا أول ألبوم إستديو كامل لهم بعنوان DNCE في 18 نوفمبر 2016  و يحتوي الألبوم على 14 أغنية بلأضافة إلى أغنيتهم الرئيسية Body Move.

## مشواره الفني

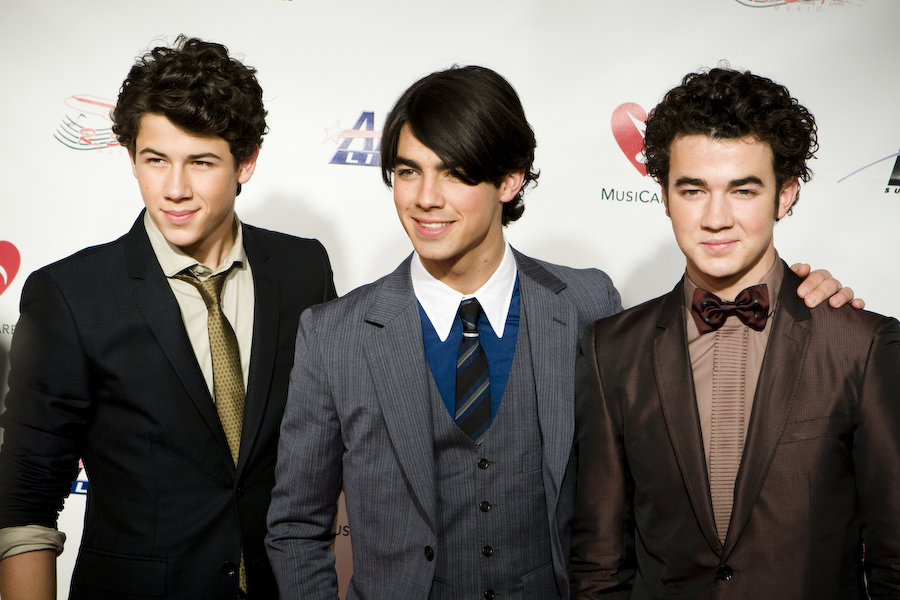
جوناس براذرز في مزاد جرامي

يوم 17 أغسطس 2007، قدّم جو جنبًا إلى جنب مع إخوته، دور البطولة ضيفا في حلقة من هانا مونتانا. كسر الحلقة لأول مرة جنبا إلى جنب مع هاي سكول ميوزيكال 2 ونظرة خاطفة للمعرض جديد قناة ديزني فينياس وفيرب. الحلقة السجلات كابل الأساسية مع سجل 10.7 مليون مشاهد، وأصبح بث الكابل الأساسية في سلسلة الأكثر مشاهدة من أي وقت مضى.
جو واخوته اطلعو الأصل فيلم كامب روك من إنتاج قناة ديزني حيث تقوم الفرقة تسمى «الاتصال الثلاثة» جو يلعب الدور القيادي للذكور ويؤدي المغني «شين غراي», نيك جوناس يلعب دور «نيت»، وعازف الجيتار، وكيفن جوناس يلعب دور «جيسون» وعازف الجيتار أيضا. صدر الفيلم الصوت في 17 يونيو 2008. لأول مرة الفيلم في 20 يونيو 2008 في الولايات المتحدة الأمريكية على قناة ديزني، وقناة كندا على الأسرة. بدأت في إنتاج تتمة، يتم تعيين كامب روك (2): جام النهائي في أيلول / سبتمبر 2009 والعرض الأول في صيف عام 2010.

## فيلموغرافيا
1. «كامب روك» شين غراي (2008)
2. «ليلة في المتحف: معركة سميثسونيان» صوت الملاك (2009)
3. «مسلسل جوناس» جو لوكاس (2009-2010)
4. «جوناس ال أي» جو (2010)
5. «كامب روك 2: ذا فاينل جام» شين غراي (2010)

## ديسكوغرافيا
1. «هذا انا»
2. «البحث عن بلادي فلدي لك»
3. «اننا روك»
4. «العب الموسيقى»
5. «أرسل هذا الموضوع»
6. «تنطط»
7. «نحن العالم 25 لهايتي»
8. «جعل»
9. «تجعل من الحق»
10. «ال أي بيبي»
11. «أمطار الصيف»